# Cymbidium insigne
Espèce
Cymbidium insigne est une espèce d'orchidées du genre Cymbidium originaire d'Asie du Sud-Est.